# Sânmartin (okręg Arad)
Sânmartin – wieś w Rumunii, w okręgu Arad, w gminie Macea. W 2011 roku liczyła 1888 mieszkańców. 